# Пинсян (Цзянси)
Пинся́н (кит. упр. 萍乡, пиньинь Píngxiāng) — городской округ в провинции Цзянси КНР.

## История
Ещё в эпоху Троецарствия, когда эти места входили в состав царства У, в 267 году западная часть уезда Ичунь была выделена в отдельный уезд Пинсян (萍乡县).
На закате существования империи Цин в уезде Пинсян стали добывать каменный уголь, и он стал одним из первых китайских центров тяжёлой промышленности. После свержения монархии Пинсян стал одним из главных центров рабочего движения в Китайской Республике.
На завершающем этапе гражданской войны войска коммунистов заняли уезд Пинсян 23 июля 1949 года. Урбанизированная часть уезда Пинсян была выделена в отдельный город Пинсян. В сентябре 1949 года был создан Специальный район Юаньчжоу (袁州专区), состоящий из города Пинсян и 8 уездов. Вскоре после этого город Пинсян был упразднён, а его территория была вновь включена в состав уезда Пинсян. 
8 октября 1952 года Специальный район Юаньчжоу был присоединён к Специальному району Наньчан (南昌专区). 8 декабря 1958 года власти Специального района Наньчан переехали из города Наньчан в уезд Ичунь, и Специальный район Наньчан был переименован в Специальный район Ичунь (宜春专区).
В сентябре 1960 года уезд Пинсян был преобразован в городской уезд.
В 1970 году Пинсян был выведен из состава специального района и подчинён напрямую властям провинции Цзянси.
В 1976 году Пинсян был разделён на Внутригородской район (城关) и районы Сяндун, Ляньхуа и Шанли. В 1980 году власти провинции Цзянси приравняли эти районы по статусу к уездам.
В августе 1992 года уезд Ляньхуа был передан из состава Округа Цзиань (吉安地区) под юрисдикцию властей Пинсяна.
Постановлением Госсовета КНР от мая 1993 года Внутригородской район был переименован в район Аньюань.
13 ноября 1997 года районы Шанли и Луси были преобразованы в уезды.

## Административно-территориальное деление
Городской округ Пинсян делится на 2 района, 3 уезда:
| Карта                             | Статус  | Название | Иероглифы    | Пиньинь | Площадь (км²) | Население (2010) |
| --------------------------------- | ------- | -------- | ------------ | ------- | ------------- | ---------------- |
| Аньюань Сяндун Ляньхуа Шанли Луси |         |          |              |         |               |                  |
| Район                             | Аньюань | 安源区   | Ānyuán qū    |         |               |                  |
| Район                             | Сяндун  | 湘东区   | Xiāngdōng qū |         |               |                  |
| Уезд                              | Ляньхуа | 莲花县   | Liánhuā xiàn |         |               |                  |
| Уезд                              | Шанли   | 上栗县   | Shànglì xiàn |         |               |                  |
| Уезд                              | Луси    | 芦溪县   | Lúxī xiàn    |         |               |                  |

## Транспорт
Главным логистическим узлом является международный сухой порт Ганьси, откуда грузовые поезда следуют по маршруту Китай — Европа. 

## Культура
Пинсян славится своими традиционными резными закусками из цветов, фруктов и корней.